# Круговский сельсовет (Добрушский район)
Круговский сельсовет (бел. Круго́ўскі сельсавет) — упразднённая административно-территориальная единица в составе Добрушского района Гомельской области Беларуси. Административный центр — деревня Круговка.

## История
После второго укрупнения БССР с 8 декабря 1926 года сельсовет в составе Добрушского района Гомельского округа БССР. С 4 августа 1927 года в составе Ветковского района.
30 декабря 1927 года сельсовет упразднен, его территория присоединена к Очёсо-Руднянскому сельсовету. 8 января 1965 года центр Очёса-Руднянского сельсовета перенесен в Круговку, сельсовет переименован в Круговский.
В январе 1965 года в состав сельсовета включены деревня Морозовка, посёлки Кашуба и Пенное Старозакружского сельсовета.
До 1987 года в состав сельсовета входили посёлки Волна и Подревучее.
В 1965 году в состав сельсовета из Ветковского района передан посёлок Красный Лог.
На 1 января 1974 года в составе Круговского сельсовета 9 населенных пунктов.
23 января 1995 года сельсовет упразднен, его территория присоединена к Демьянковскому сельсовету.

## Состав
- Кашуба — посёлок
- Красный Лог — посёлок
- Круговка — деревня
- Морозовка — деревня
- Очёса-Рудня — деревня
- Пенное — посёлок
- Ясная Долина — посёлок

Упразднённые населённые пункты
- Волна — посёлок
- Подревучее — посёлок